# Petter-Larsvattnet
Petter-Larsvattnet är en sjö i Strömsunds kommun i Jämtland och ingår i Ångermanälvens huvudavrinningsområde. Sjön har en area på 0,709 kvadratkilometer och ligger 456,3 meter över havet. Petter-Larsvattnet ligger i Frostvikenfjällen Natura 2000-område. Sjön avvattnas av vattendraget Storån (Risedeån).

## Delavrinningsområde
Petter-Larsvattnet ingår i det delavrinningsområde (715768-144554) som SMHI kallar för Utloppet av Petter-Larsvattnet. Medelhöjden är 689 meter över havet och ytan är 11,63 kvadratkilometer. Räknas de 44 avrinningsområdena uppströms in blir den ackumulerade arean 115,74 kvadratkilometer. Storån (Risedeån) som avvattnar avrinningsområdet har biflödesordning 3, vilket innebär att vattnet flödar genom totalt 3 vattendrag innan det når havet efter 292 kilometer. Avrinningsområdet består mestadels av skog (68 procent) och kalfjäll (26 procent). Avrinningsområdet har 0,71 kvadratkilometer vattenytor vilket ger det en sjöprocent på 6,1 procent.